# Linostoma decandrum
Linostoma decandrum är en tibastväxtart som först beskrevs av William Roxburgh, och fick sitt nu gällande namn av Nathaniel Wallich. Linostoma decandrum ingår i släktet Linostoma och familjen tibastväxter. Inga underarter finns listade i Catalogue of Life.